# Montels (Hérault)
 Montels  (en occitano Montelhs) es una población y comuna francesa, situada en la región de Occitania, departamento de Hérault, en el distrito de Béziers y cantón de Saint-Pons-de-Thomières.

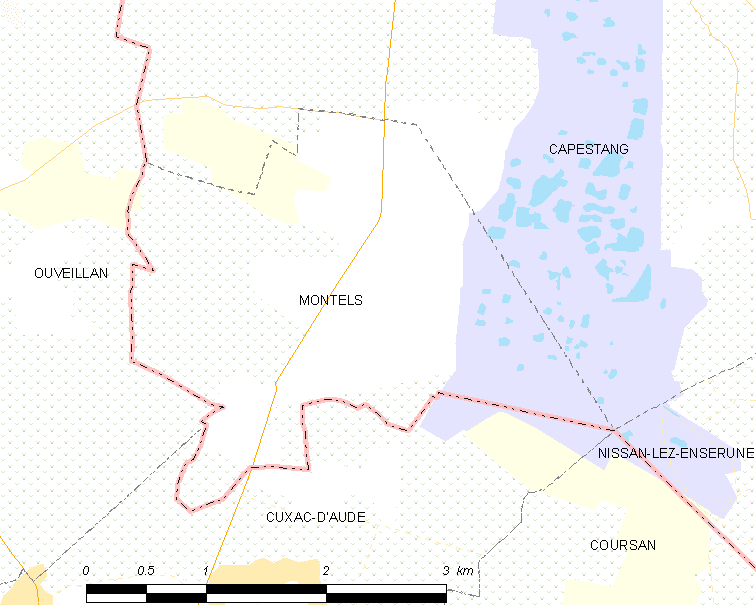
Mapa

## Demografía
| 147 | 140 | 127 | 123 | 134 | 168 | 250 |
| Para los censos de 1962 a 1999 la población legal corresponde a la población sin duplicidades (Fuente: INSEE [Consultar]) |     |     |     |     |     |     |